# Manoir du Grand-Creuilly
Le manoir du Grand-Creuilly est un manoir situé à La Tour-Saint-Gelin, en France.

## Localisation
Le manoir est situé dans le département français d'Indre-et-Loire, sur la commune de La Tour-Saint-Gelin.

## Description
La propriété possède une porte cochère et une porte piétonne datées 1630, ainsi qu'une fuye du XVIe siècle.

## Historique
Fief qui relevait de l'île Bouchard, le Grand-Creuilly a appartenu aux Dreux-Brézé, puis à la famille Rabelais (Jamet Rabelais, frère de François Rabelais), au XVIe siècle et aux Poirier de Clisson au XVIIIe siècle.